# Bukit Bersatu
Bukit Bersatu is een bestuurslaag in het regentschap Bener Meriah van de provincie Atjeh, Indonesië. Bukit Bersatu telt 208 inwoners (volkstelling 2010).